# Murdannia vaginata
Murdannia vaginata är en himmelsblomsväxtart som först beskrevs av Carl von Linné, och fick sitt nu gällande namn av Gerhard Brückner. Murdannia vaginata ingår i släktet Murdannia och familjen himmelsblomsväxter. IUCN kategoriserar arten globalt som livskraftig.

## Underarter
Arten delas in i följande underarter:
- M. v. glabrisepala
- M. v. vaginata